# Feldkirchen (Landkreis München)
Feldkirchen ist eine Gemeinde im oberbayerischen Landkreis München. Die Gemeinde hat sich in den letzten Jahren von einem Ort mit dörflicher Struktur zu einer Vorstadtgemeinde entwickelt.

## Gemeindegliederung
Außer dem Pfarrdorf Feldkirchen gibt es keine weiteren Gemeindeteile. Das Wohngebiet am „Dornacher Feld“ ist ein zusätzlicher Stimmbezirk.
Bis 1849 zählten das Pfarrdorf Ottendichl und Eglfing zur Gemeinde.

## Geschichte
Die erste urkundliche Erwähnung von Feldkirchen gemeinsam mit einer Kapelle geht zurück ins Jahr 853. Die Kapelle ist dem heiligen Bischof Emmeram gewidmet, welcher in der zweiten Hälfte des 7. Jahrhunderts bei Feldkirchen zu Tode kam. Später wurde Feldkirchen dem Rentamt München und dem Landgericht Wolfratshausen des Kurfürstentums Bayern zugeordnet. Im Zuge der Verwaltungsreformen in Bayern entstand mit dem Gemeindeedikt von 1818 die heutige Gemeinde.
Nachdem sich so genannte „Überrheiner“ (insbesondere Pfälzer und Badener) in Feldkirchen ansiedelten, wurde 1833 eine der ersten evangelischen Gemeinden im Münchner Umland gegründet. Diese Pfarrei wurde später Mutterpfarrei einer Reihe von weiteren evangelischen Gemeinden der Umgebung.
Ottendichl und Eglfing, die 1818 der neuen Gemeinde Feldkirchen zugeordnet worden waren, kamen 1849 auf Drängen ihrer Einwohner zur Gemeinde Salmdorf, heute Haar (bei München).

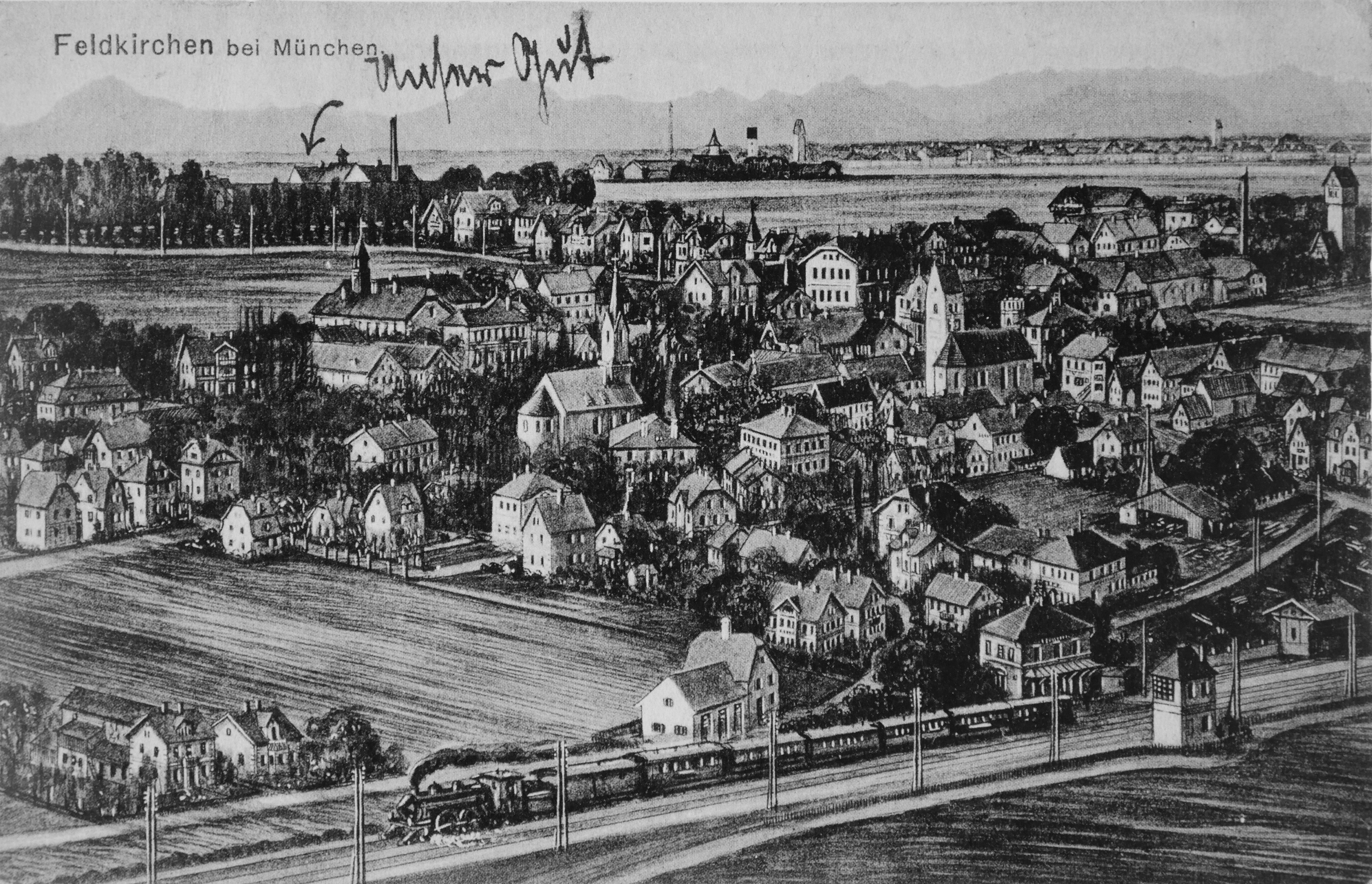
Feldkirchen auf einer Postkarte von 1911, im Vordergrund der Bahnhof

Mit der Eröffnung der Eisenbahnstrecke München–Neuötting am 1. Mai 1871 erhielt Feldkirchen einen eigenen Bahnhof. Die am 1. Januar 1942 in Betrieb genommene Güterstrecke Feldkirchen–Abzw Nordost (bei Johanneskirchen) wurde bereits 1949 stillgelegt und abgebaut. Die ursprüngliche Trasse ist heute in Form eines Biotops von ca. drei Kilometer Länge unter Schutz gestellt.
Nach Einstellung des Kiesabbaus am Baggersee an der östlichen Gemeindegrenze entstand ab 1937 der Heimstettener See, welcher heute als Badesee und Naherholungsgebiet genutzt wird.
Mit dem Bau der nahe liegenden Autobahn A 99 und A 94 mit den Autobahnanschlüssen „Feldkirchen Ost“ und „Feldkirchen West“ wurde die überregionale Anbindung des Ortes wesentlich ausgebaut und die Ortsdurchfahrt vom Durchgangsverkehr entlastet.
Die Schließung des benachbarten Flughafens München-Riem im Jahr 1992 hat zu einer besseren Lebensqualität der Bewohner geführt. In den folgenden Jahren entstand auf dem Flughafengelände der Münchner Stadtteil Messestadt Riem mit dem Einkaufszentrum Riem Arcaden und dem Landschaftspark Riemer Park.
Ein Zukunftsprojekt hat Feldkirchen im Jahr 2008 mit den Gemeinden Aschheim und Kirchheim in Angriff genommen. Über ein Fernwärmenetz wird Erdwärme in die Gemeinden verteilt und verringert die Abhängigkeit von fossilen Rohstoffen. Nach der ersten Bohrung im Jahr 2008 wurden 2009 die ersten Haushalte angeschlossen.

### Einwohnerentwicklung
Zwischen 1988 und 2018 wuchs die Gemeinde von 3375 auf 7526 um 4151 Einwohner bzw. um 123 % – der zweithöchste prozentuale Einwohnerzuwachs nach Unterföhring im Landkreis im genannten Zeitraum.

## Namensursprung

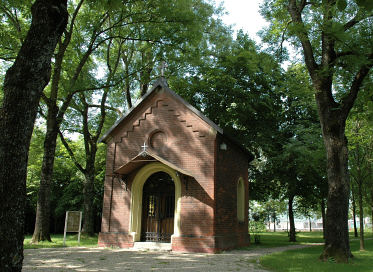
Die Kapelle St. Emmeram

Die geschichtliche Rolle der Kommune als eine der ersten protestantischen Gemeinden in der Region wird oft fälschlich als Namensursprung gedeutet in der Annahme, in München nicht geduldete Protestanten seien genötigt worden, ihre Kirche außerhalb der Stadt („auf dem Feld“) zu errichten. Dies ist jedoch aus mehreren Gründen falsch. Erstens stammten die Feldkirchner Protestanten nicht aus München, sondern aus linksrheinischen Gebieten, zweitens lag die Gemeinde früher viel zu weit vom Münchner Stadtrand entfernt, um als Ausweichpunkt für eine Kirche zu dienen, drittens gab es in München keine solche Protestantenvertreibung und viertens existierte Feldkirchen bereits unter diesem Namen, lange bevor eine protestantische Konfession überhaupt entstanden war. Richtig ist lediglich die Ableitung von der „Kirche auf dem Feld“, dies bezog sich jedoch auf die nahe der alten Salzstraße errichtete Kapelle für St. Emmeram.

## Religion

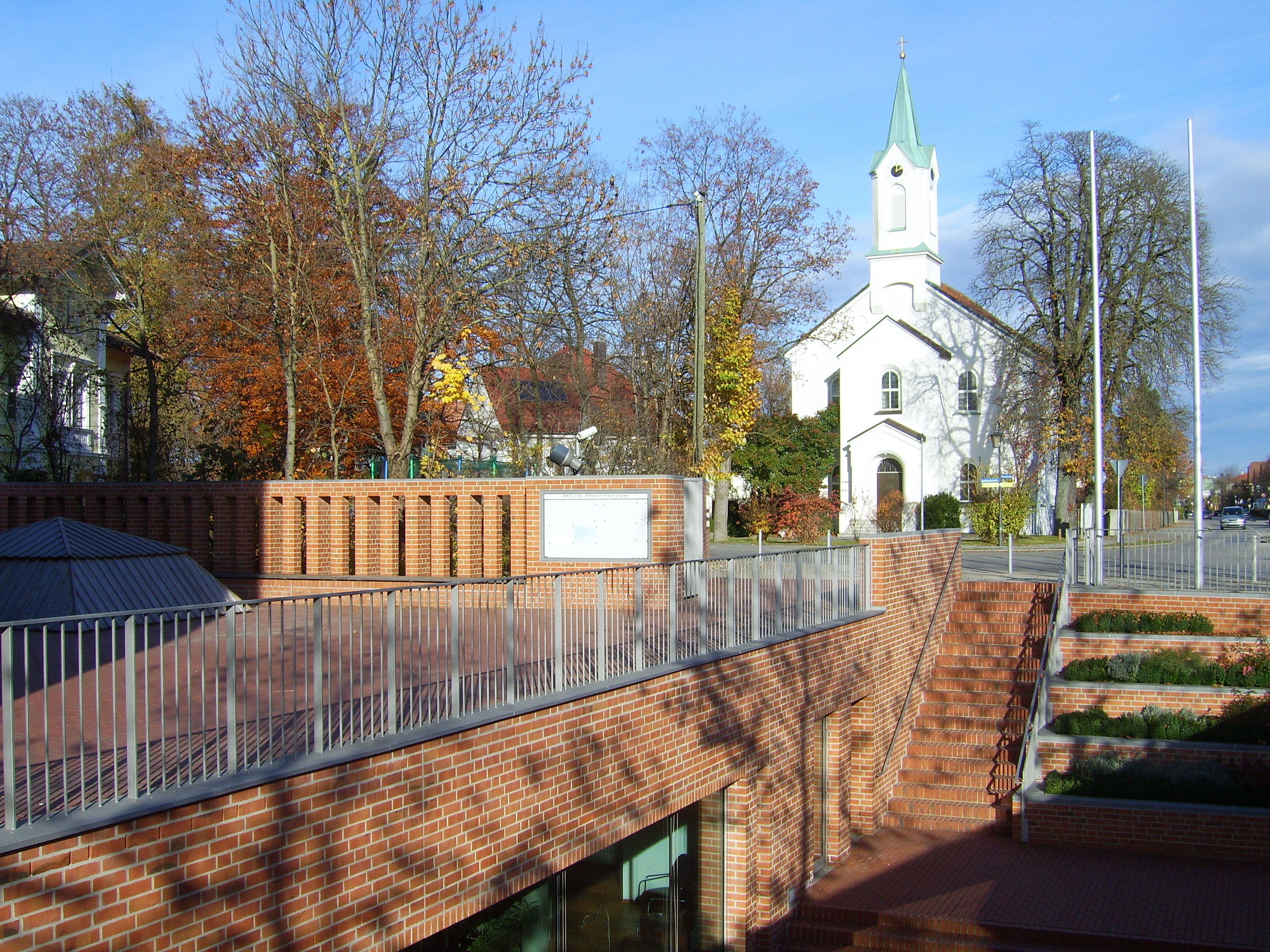
Die evangelische Kirche (Blick vom Rathaus)

Zum Gemeindegebiet der evangelischen Kirchengemeinde Feldkirchen gehören derzeit die politischen Gemeinden Feldkirchen und Aschheim sowie diejenigen Ortsteile der Gemeinde Vaterstetten, die bis 1978 die Gemeinde Parsdorf gebildet hatten (Hergolding, Neufarn, Parsdorf, Purfing und Weißenfeld). Sie wurde 1833 als die erste evangelische Gemeinde im Münchner Umland gegründet und erlangte darum eine regionale Bedeutung. Von der Mutterpfarrei in Feldkirchen wurden erste Unterrichte und Gottesdienste ab 1918 in Dorfen, 1920 in Grafing, 1921 in Erding, 1937 in Aschheim, Parsdorf, Poing, Markt Schwaben, Vaterstetten und Riem bzw. 1971 in Kirchheim bei München veranstaltet.
Die St.-Emmeram-Gedächtniskapelle wurde 1843 eingeweiht und zwischen 1978 und 1983 renoviert. Sie wurde nach einer von König Ludwig I. von Bayern für das gesamte Königreich Bayern bewilligten Spendensammlung im Jahr 1840 unmittelbar an der Gemeindegrenze zur heutigen Gemeinde Kirchheim bei München (Ortsteil Heimstetten) im heutigen St.-Emmeram-Gedächtnishain errichtet.
Neben der evangelischen und katholischen Kirchengemeinde gibt es in Feldkirchen das Gospel Life Center (eine christliche Freikirche).

## Politik

Das neue Rathaus mit Bibliothek

### Gemeinderat und Bürgermeister
Der Gemeinderat besteht aus 20 Mitgliedern. Nach der Kommunalwahl am 15. März 2020 sind die Sitze wie folgt verteilt:
| Partei/Gruppierung | Sitze | G/V | Stimmenanteil |
| ------------------ | ----- | --- | ------------- |
| CSU                | 5     | ± 0 | 27,2 %        |
| SPD                | 5     | - 2 | 22,9 %        |
| Grüne              | 4     | + 2 | 019,2 %       |
| UWV*               | 6     | ± 0 | 30,7 %        |

* Unabhängige Wählervereinigung
Zum Ersten Bürgermeister wurde Andreas Janson (UWV) in einer Stichwahl am 29. März 2020 mit 58,8 % der Stimmen gewählt.

### Wappen
| | Blasonierung: „Gespalten von Blau und Silber; links über gesenktem silbernen Schräglinksbalken eine goldene Muschel; rechts eine blaue Kugel, aus der ein blaues Kreuz entspringt.“ |
| Wappenbegründung: Die Muschel, Attribut des heiligen Jakob, verweist auf den Kirchenpatron der katholischen Pfarrkirche von Feldkirchen, der Kirche auf dem Feld, die dem Ort den Namen gab. Der silberne Schrägbalken symbolisiert die durch Feldkirchen führende Altstraße, die vor allem für den Salzhandel von Bedeutung war. Die Weltkugel mit dem Kreuz weist auf eine der ältesten evangelischen Gemeinden in Oberbayern und deren diakonische Einrichtungen hin. Der bayerische Kurfürst bzw. ab 1806 König Max I. Joseph förderte seit Beginn des 19. Jahrhunderts den Zuzug protestantischer Kolonisten aus der linksrheinischen Pfalz. Diese so genannten Überrheiner erbauten 1837 die neuromanische Kirche. Die Feldfarben Silber und Blau unterstreichen die engen Verbindungen zum Haus Wittelsbach. Dieses Wappen wird seit 1970 geführt. | |

### Gemeindepartnerschaften
Feldkirchen unterhält mit der sächsischen Gemeinde Rietschen und der italienischen Gemeinde Bisignano Gemeindepartnerschaften.

## Wirtschaft
Es gibt mehrere Gewerbegebiete, die dank der Nähe zur Neuen Messe München in den letzten Jahren spürbar gewachsen sind. Vor allem Unternehmen aus der Medizintechnik haben sich hier angesiedelt, wie zum Beispiel Hitachi, Schiller oder Pulsion. In Feldkirchen sind aber auch andere bekannte Unternehmen wie Tesla, Intel, T-Systems oder Cadence vertreten. Der deutsche Kältetechnik-Anbieter Efficient Energy, der weltweit als erstes Unternehmen Kälteanlagen mit dem Kältemittel Wasser im industriellen Maßstab anbietet, hat seinen Hauptsitz in Feldkirchen. Die Firma Kagerer & Co. GmbH, welche zur Lebensmittelwirtschaft zählt, hat seit 2008 ihren Hauptsitz in Feldkirchen.

## Infrastruktur

### Straßenverkehr
Der Hauptort liegt verkehrsgünstig direkt an den Autobahnen A 94 und A 99 sowie der halbkreisförmig München umfahrenden B 471.

### Eisenbahn
Durch die Gemeinde verläuft die bis Markt Schwaben elektrifizierte und zweigleisige Bahnstrecke München–Simbach. An der Strecke befindet sich, am Nordrand des Feldkirchener Ortsgebiets, der Bahnhof Feldkirchen (b München), der am 1. Mai 1871 durch die Königlich Bayerischen Staatseisenbahnen in Betrieb genommen wurde. Seit 1972 ist der Bahnhof Feldkirchen eine Station der S-Bahn München und in den Münchner Verkehrs- und Tarifverbund integriert. Er wird im 20-Minuten-Takt durch S-Bahn-Züge der Linie S 2 von Petershausen und Altomünster über München nach Markt Schwaben und Erding bedient.
| Linie | Linienverlauf |
| ----- | --- |
| S2    | Petershausen – Vierkirchen-Esterhofen – Röhrmoos – Hebertshausen – Dachau / Altomünster – Kleinberghofen – Erdweg – Arnbach – Markt Indersdorf – Niederroth – Schwabhausen – Bachern – Dachau Stadt – Dachau – Karlsfeld – Allach – Untermenzing – Obermenzing – Laim – Hirschgarten – Donnersbergerbrücke – Hackerbrücke – Hauptbahnhof – Karlsplatz (Stachus) – Marienplatz – Isartor – Rosenheimer Platz – Ostbahnhof – Leuchtenbergring – Berg am Laim – Riem – Feldkirchen – Heimstetten – Grub – Poing – Markt Schwaben – Ottenhofen – St. Koloman – Aufhausen – Altenerding – Erding |

### Busverkehr
Feldkirchen wird durch sieben Regionalbuslinien des MVV erschlossen.
| Linie | Linienverlauf                                                                                          | Verkehrsunternehmen       |
| ----- | --- | ------------------------- |
| X202  | Haar (S) – Feldkirchen – Aschheim – Ismaning (S) – Garching-Hochbrück (U) – Unterschleißheim (S)       | VBR                       |
| X203  | Furth (S) – Taufkirchen, Hugo-Junkers-Straße – Putzbrunn – Haar (S) – Heimstetten (S)                  | Geldhauser und Ettenhuber |
| 230   | Haar (S) – Feldkirchen (S) – Aschheim – Ismaning (S) – Garching (U) – Garching-Forschungszentrum (U)   | Ettenhuber                |
| 234   | Messestadt West (U) – Feldkirchen (S) – Aschheim – Unterföhring (S)                                    | DB Regio Bus Bayern       |
| 262   | Messestadt Ost (U) – Feldkirchen – Kirchheim – Pliening – Neufinsing                                   | Ettenhuber                |
| 263   | Messestadt West (U) – Riem (S) Dornach – Aschheim – Kirchheim – Heimstetten (S) Nord – Feldkirchen (S) | Ettenhuber                |
| 459   | Hohenlinden – Anzing – Poing (S) Süd – Neufarn – Parsdorf – Weißenfeld – Messestadt Ost (U)            | Larcher Touristik         |

## Bauwerke

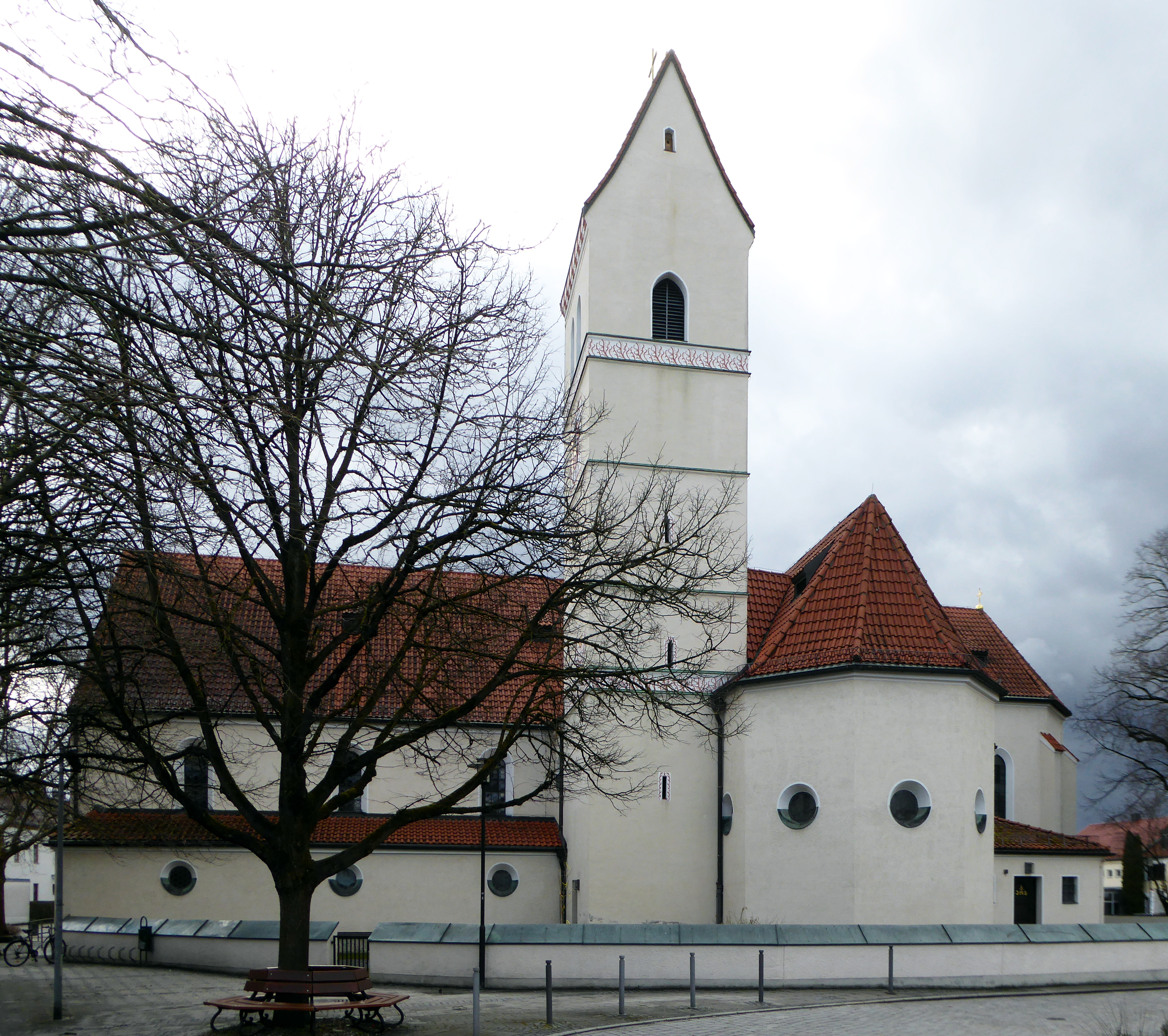
Pfarrkirche St. Jakobus der Ältere

Die katholische Pfarrkirche St. Jakobus der Ältere (Feldkirchen) wurde 1927 an der Stelle eines spätgotischen Vorgängerbaus errichtet, von dem noch der ehemalige Chor und der Glockenturm erhalten sind.
Die Evangelisch-lutherische Kirche wurde 1837 als neuromanischer Bau mit eingezogener Apsis und massivem Dachreiter errichtet. Sie hat keinen Namen.
An der Gemeindegrenze zu Heimstetten erinnert die Kapelle St. Emmeram an den Tod des heiligen Emmeram im Jahr 652 an dieser Stelle.
Das Rathaus von Feldkirchen ist ein moderner Ziegelbau, bei dem zwei L-förmige Einzelbauten eine zentrale Eingangshalle umschließen.
Das Empfangsgebäude des Bahnhofs, das 1871 eröffnet wurde, ist ein zweigeschossiger Backsteinbau mit flachem Walmdach.

## Vereine
Der TSV Feldkirchen spielt in der Fußball-A-Klasse – Gruppe 6 Kreis München (Saison 2015/16). Momentan gibt es zwei Herrenmannschaften.
Weiterhin unterhält der Bayerische Landesjagdverband seinen Sitz im Ort. Die Feldkirchner Blaskapelle existiert seit 1964.
Im Tennisverein sind über 200 Mitglieder geführt.

## Persönlichkeiten
- Maler, Künstler und Bürgermeister von Feldkirchen (CSU), Konrad Schmid-Meil
- Feldkirchen war Wohnort des Kirchenhistorikers und Hochschullehrers Erich Beyreuther[14] sowie der bayerischen Volksschauspielerin und Regisseurin Ruth Drexel, zusammen mit ihrem 1998 verstorbenen Lebensgefährten, dem Volksschauspieler Hans Brenner. Drexel starb am 26. Februar 2009 und wurde am 2. März 2009 in Feldkirchen beerdigt. Früher lebte in demselben Haus der Schauspieler Gunnar Möller (Ich denke oft an Piroschka).

## Sonstiges
Am Runway-Rest von Muenchen-Riem ist der Grenzpunkt der Gemeinden Haar, Feldkirchen und München markiert.